# Tessaropa tenuipes
Tessaropa tenuipes là một loài bọ cánh cứng trong họ Cerambycidae.